# Börger (Unternehmen)
Die Börger-Unternehmensgruppe ist ein deutscher Hersteller von Landmaschinentechnik und Spezialpumpen mit Sitz in Weseke, einem Stadtteil von Borken sowie mit Niederlassungen im Ausland.

## Geschichte
Börger wurde 1975 in Borken-Weseke von Alois Börger als Handelsunternehmen mit Servicewerkstatt für landwirtschaftliche Maschinen gegründet. Inzwischen wird das Unternehmen von seiner Tochter Anne Börger-Olthoff geführt.
Nach Angaben der hauseigenen Firmenchronik „40 Jahre Börger“ begann das Unternehmen 1986 mit der Entwicklung eigener Landtechnik und Pumpen, die nachfolgend mit diversen Patentveröffentlichungen wie zu einer Börger Drehkolbenpumpe geschützt wurden.
Im Jahre 2020 wurde das Unternehmen mit dem Großen Preis des Mittelstandes ausgezeichnet.
2023 wurde das Betriebsgelände in Weseke um eine zweistöckige Produktions- und Lagerhalle erweitert. Die IHK Nord Westfalen gab im März 2024 an, Börger hat „im Jahr 2023 115 Mio. Euro Umsatz erzielt [...] trotz Umzug und Umstrukturierung“.

## Unternehmensstruktur und internationale Niederlassungen
Börger ist ein inhabergeführtes Familienunternehmen. Über ihr Firmenkonglomerat bestehen Niederlassungen in den Niederlanden (seit 1992), Singapur (1997), Frankreich (1998), USA, (1999), Polen (2001), England (2004), Indien (2010) und Shanghai (2015). Eine Niederlassung in Russland wurde geschlossen.
Die Börger GmbH ist ein 100-prozentiges Tochterunternehmen der Börger Beteiligungs GmbH & Co. KG, die wiederum von der persönlich haftenden Gesellschafterin Börger Verwaltungs GmbH kontrolliert wird mit den Geschäftsführern Alois Börger, seiner Ehefrau Ursula Börger und Tochter Anne Börger-Olthoff.

## Produkte
Zum Produktportfolio von Börger zählen Drehkolbenpumpen, Separationstechnik und große Edelstahlbehälter für die Industrie, die Abwasseraufbereitung, die Landwirtschaft oder den Biogasbereich.

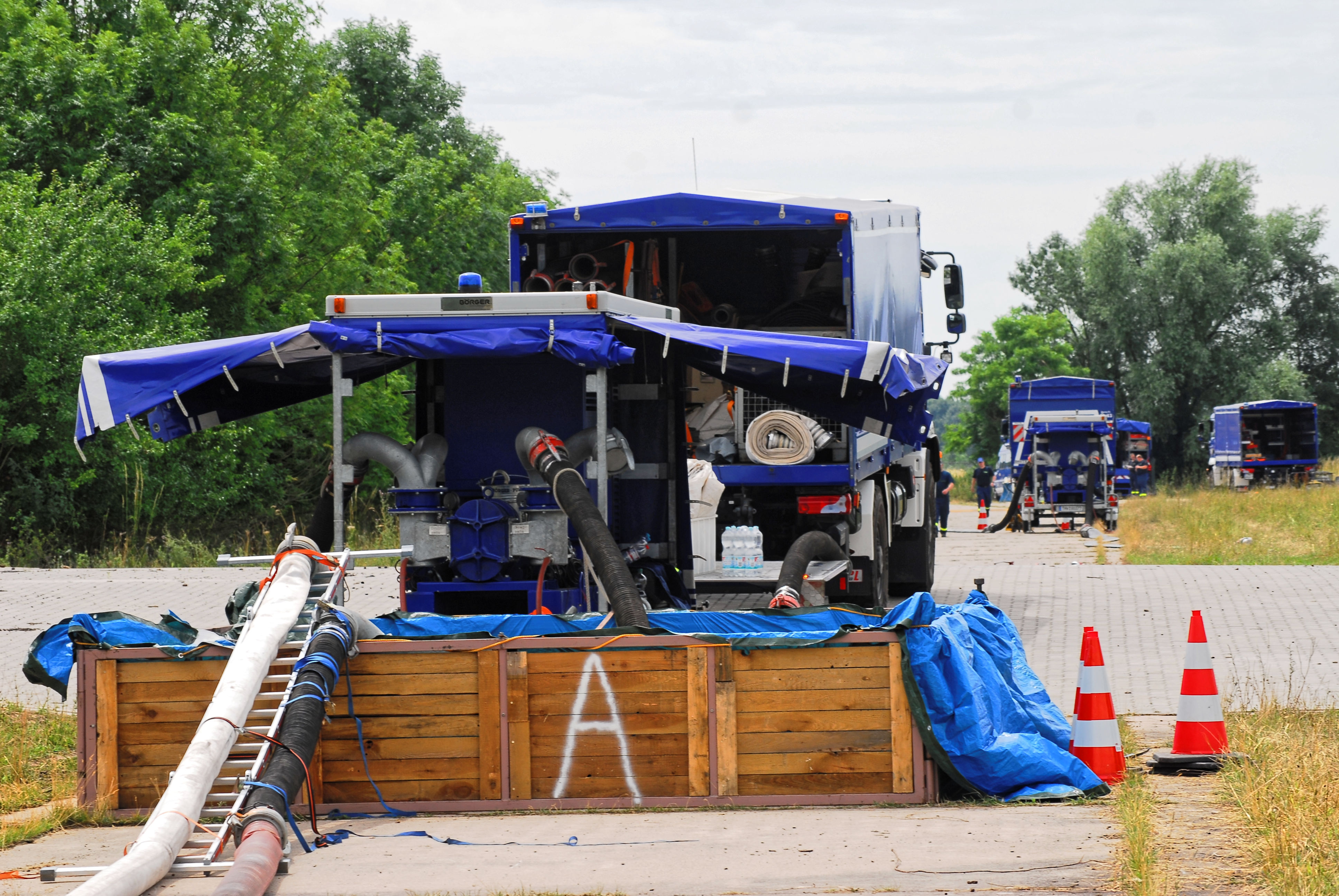
Börger Drehkolbenpumpe 5000 l/min

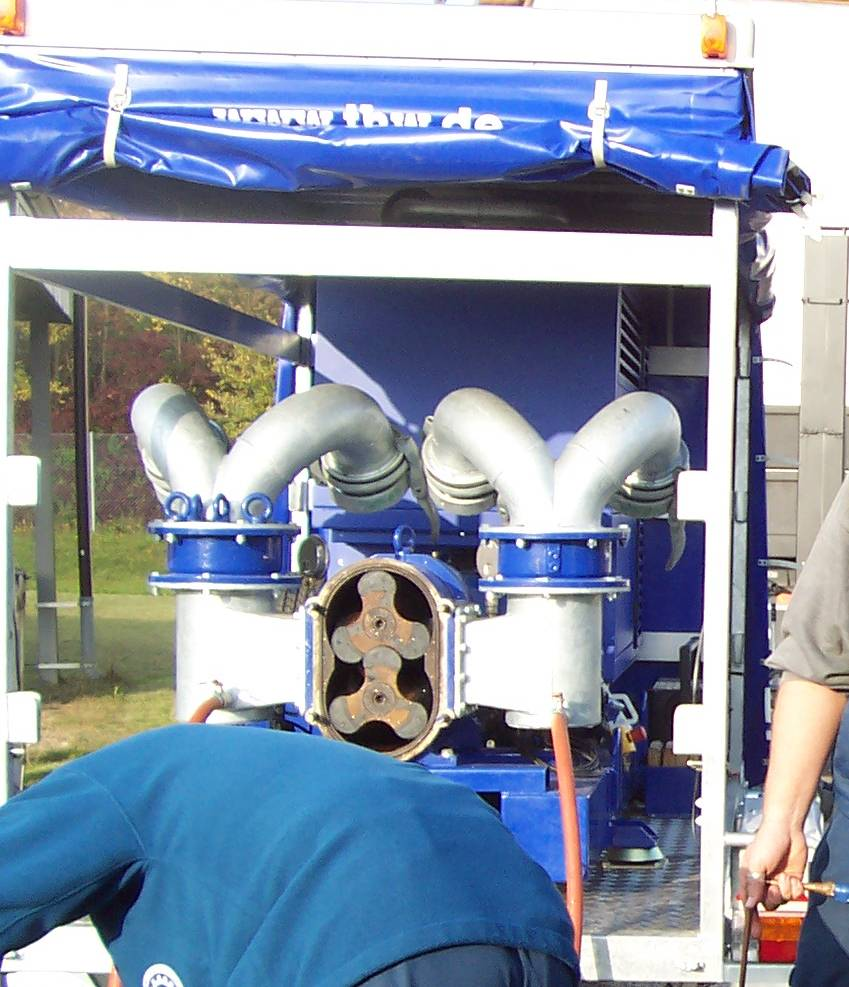
Offene Börger-Drehkolbenpumpe im THW-Einsatz

Anfang 2015 lieferte Börger aus Eigenproduktion zur Förderung von Erdöl in Kolumbien mit 1500 m³/h, d. h. maximal 25.000 l/min die weltweit zu den leistungsfähigsten Drehkolbenpumpen zählen.